# ليوبيشا دميتروفيتش
ليوبيشا دميتروفيتش هو مدرب كرة قدم ولاعب كرة قدم صربي في مركز الدفاع، ولد في 23 فبراير 1969 في تشاتشاك في صربيا. لعب مع FK Jedinstvo Bijelo Polje ‏.

## وصلات خارجية
- ليوبيشا دميتروفيتش على موقع قاعدة بيانات كرة القدم.إي يو (الإنجليزية)
- ليوبيشا دميتروفيتش على موقع عالم كرة القدم.نت (الإنجليزية)